# Tephrosia lepida
Tephrosia lepida är en ärtväxtart som beskrevs av Baker f.. Tephrosia lepida ingår i släktet Tephrosia och familjen ärtväxter.

## Underarter
Arten delas in i följande underarter:
- T. l. lepida
- T. l. nigrescens